# The Phosphorescent Blues
The Phosphorescent Blues je čtvrté studiové album americké bluegrassové hudební skupiny Punch Brothers. Vydalo jej v lednu roku 2015 hudební vydavatelství Nonesuch Records a jeho producentem byl T-Bone Burnett. Na obalu alba se nachází dílo belgického surrealistického malíře René Magritta z roku 1928.

## Seznam skladeb
| Pořadí | Název             | Délka |
| ------ | ----------------- | ----- |
| 1.     | Familiarity       | 10:23 |
| 2.     | Julep             | 5:26  |
| 3.     | Passepied         | 3:30  |
| 4.     | I Blew It Off     | 3:07  |
| 5.     | Magnet            | 3:14  |
| 6.     | My Oh My          | 4:19  |
| 7.     | Boll Weevil       | 2:36  |
| 8.     | Prélude           | 0:58  |
| 9.     | Forgotten         | 4:17  |
| 10.    | Between 1st and A | 4:15  |
| 11.    | Little Lights     | 4:42  |

## Obsazení
- Chris Thile – zpěv, buzuki, mandola, mandolína, doprovodné vokály
- Chris Eldridge – kytara, doprovodné vokály
- Paul Kowert – kontrabas, doprovodné vokály
- Noam Pikelny – banjo, doprovodné vokály
- Jay Bellerose – bicí
- Gabe Witcher – housle, doprovodné vokály
- T-Bone Burnett – kytara